# Crambidia myrlosea
Crambidia myrlosea är en fjärilsart som beskrevs av Dyar 1917. Crambidia myrlosea ingår i släktet Crambidia och familjen björnspinnare. Inga underarter finns listade i Catalogue of Life.